# Otok
Otok es una ciudad de Croacia en el condado de Vukovar-Sirmia.

## Geografía
Se encuentra a una altitud de 88 m s. n. m. a 276 km de la capital nacional, Zagreb.

## Demografía
En el censo 2011 el total de población de la ciudad fue de 6 343 habitantes, distribuidos en las siguientes localidades:
- Komletinci - 1 649
- Otok- 4 694

| Gráfica de población de Otok 1857-2011                              |
|                                                                     |
| Según los censos de población de la oficina estadística de Croacia. |